# Trollhammaren
Trollhammaren è un EP del gruppo musicale finlandese Finntroll, pubblicato nel 2004 dalla Spinefarm.

## Tracce
1. Trollhammaren – 3:29
2. Hemkomst – 3:46
3. Skog – 3:24
4. Försvinn Du Som Lyser – 2:17
5. 'Hel Vete – 4:15

## Formazione
- Wilska - voce
- Tundra - basso
- Routa - chitarra
- Skrymer - chitarra
- Trollhorn - tastiere
- B. Dominator - batteria